# زانکت برنهارت-فراون‌هوفن
زانکت برنهارت-فراوِن‌هوفن (به آلمانی: Sankt Bernhard-Frauenhofen) یک منطقهٔ مسکونی در اتریش است که در ناحیه هورن واقع شده‌است. زانکت برنارد فرونهوفن ۱٬۲۸۹ نفر جمعیت دارد.